# 阿科亞阿科亞尼山
16°1′40″S 68°15′0″W / 16.02778°S 68.25000°W
阿科亞阿科亞尼山（Aqhuya Aqhuyani），是玻利維亞的山峰，位於該國西部拉巴斯省的拉雷卡哈省，處於穆柳阿帕切塔山東北面和圖里尼山西北面，屬於安第斯山脈中玻利維亞瑞阿爾山脈的一部分，海拔高度5,164米。